# Álvaro Saborío
Álvaro Saborío Chacón (Ciudad Quesada, 25 de março de 1982) é um ex-futebolista costarriquenho que atuava como atacante.

## Carreira
Saborio representou a Seleção Costarriquenha de Futebol nas Olimpíadas de 2004.
Foi o autor do primeiro gol do estádio Estadio Nacional de Costa Rica quando jogou pela Seleção Costarriquenha de Futebol contra a Seleção Chinesa de Futebol, no jogo inaugural e que terminou empatado em 2 a 2. O tento foi anotado aos 39 minutos do primeiro tempo.

## Títulos
Liga dos Campeões da CONCACAF: 2005